# دراج گلوسفید
دراج گلوسفید (نام علمی: Francolinus albogularis) نام یک گونه از سرده دراج است.